# 张文彬 (1934年)
张文彬（1934年8月—），男，汉族，重庆人，中国政治人物，重庆市政协原主席。大专毕业，高级经济师。

## 生平
1954年11月加入中国共产党。